# Glory (album de Britney Spears)
Glory este al nouălea album de studio al cântăreței americane Britney Spears, lansat la 26 august 2016 prin RCA Records. Cu această ocazie, solista a reînnoit, de asemenea, contractul cu casa de discuri. Spears a început să lucreze la album în 2014; neavând un termen limită pentru finalizarea albumului, aceasta a continuat să lucreze în 2015 și 2016, putând astfel să creeze unul din albumele ei preferate.
Glory a primit, în general, recenzii pozitive din partea criticilor de specialitate, aceștia lăudând vocea cântăreței și numind Glory cea mai întortocheată înregistrare a ei în mai mult de un deceniu. Albumul a fost inclus în mai multe liste de final ale mai multor publicații. „Make Me...” a fost lansat la 15 iulie 2016 ca primul disc single extras de pe album. Piesa s-a clasat pe locul șaptesprezece în Billboard Hot 100. „Slumber Party” a fost lansat ca cel de-al doilea disc single de album, ocupând locul optzeci și șase în clasamentul Billboard Hot 100. „Private Show”, „Clumsy” și „Do You Wanna Come Over?” au contribuit la promovarea albumului ca single-uri promoționale. Albumul a debutat pe locul trei în clasamentul Billboard 200, vânzând în prima săptămână 111,000 de exemplare. Albumul a ocupat primele poziții ale clasamentelor din Cehia, Taiwan, Irlanda și Italia, debutând totodată în top 10 în alte 18 țări. Spears a promovat albumul prin numeroase apariții TV și concerte televizate, inclusiv ediția din 2016 a MTV Video Music Awards.

## Informații generale
„Pretty Girls” nu a fost original. Britney își dorea să facă ceva nou și neașteptat la acea vreme. Era un moment când i se dădeau cântece, și toată lumea spunea 'Acesta-i un hit. Trebuie să-l cânți'. Britney a urmărit cântecele pe care dorea să le facă pentru ea. Ea a venit cu idei și melodii. E copilul ei. E ca și cum ai fi un atlet. Dacă faci asta foarte des, îți intri în formă. Ea era mereu pregătită să lucreze în timpul ședințelor, și era foarte important ca totul să fie finalizat într-un anumit timp pentru a-și lua băieții de la școală”. 
În august 2014, Spears a anunțat că și-a reînnoit contractul cu RCA și că a început a compune și înregistra muzică nouă. Procesul de înregistrare a albumului a durat doi ani și jumătate. „30-40” de cântece au fost înregistrare pentru album. După șase luni de lucru la album, Spears s-a simțit nesatisfăcută de rezultat. Karen Kwak a contribuit ca producător executiv al albumului după lansarea piesei „Pretty Girls” și ajutat-o pe Spears să-și găsească „cei mai distractivi oameni cu care să compună”. Kwak și-a dorit să amintească de albumele Blackout și In the Zone cu Glory, și a ales producători bazați pe asta. Kwak a spus că, pentru album: „Britney a urmărit cântecele pe care dorea să le facă pentru ea. Ea a venit cu idei și melodii. E copilul ei”. Într-un interviu pentru Billboard în martie 2015, Spears a spus că lucra la noul album „încet dar sigur”.
În aprilie 2015, Matthew Koma a confirmat că lucra la materiale pentru album, dar care nu au fost incluse în modificările finale. În iunie 2015, Spears a fost văzută lucrând cu Sam Bruno dar, cu toate acestea, nici o melodie nu a ajuns pe album. În iulie 2015, Spears a fost văzută lucrând cu textierii Chantal Kreviazuk și Simon Wilcox, împreună cu producătorul Ian Kirkpatrick; în aceeași lună, DJ Mustard a anunțat că lucra la un album, mai târziu dezvăluind că „Mood Ring” a fost înregistrat luna trecută. Spears a fost, de asemenea, văzută lucrând cu producătorul Alex Da Kid în iulie 2015 însă contribuțiile acestuia nu au ajuns pe album. În octombrie 2015, Spears a lucrat în studio cu Burns și Mischke.  Mai târziu în aceea lună, Spears a anuțat titlul unei melodii, „Just Luv Me”. În noiembrie 2015, Spears a fost surprinsă lucrând în studio cu Justin Tranter și Julia Michaels.
În martie 2016, Spears a spus că a fost „mai practică” cu albumului, adăugând că „acesta este cel mai bun lucru pe care l-am făcut într-o lungă perioadă de timp”, dezvăluind, de asemenea, că nu știa când va fi finalizat albumul și că nu grăbea „nimic [...] astfel, fanii îl vor aprecia cu adevărat”. Ultima piesă înregistrată pentru album a fost „Love Me Down”. Pe 3 august 2016, Spears a dezvăluit numele și coperta albumului, confirmând data lansării și anunțând că un cântec nou, „Private Show”, va fi disponibil spre descărcare pentru cei care pre-comandau albumul pe Apple Music. La Most Requested Live cu Romeo, Spears a mărturisit că fiul ei a ales numele albumului.

## Compunerea
Încă de la începutul procesului de înregistrare pentru album, Spears a insistat că vrea să facă ceva diferit cu acest project și să facă un „pas la stânga”. În timpul unui Q&A pe Tumblr alături de fani, atunci când a fost întrebată despre stilul albumului, Spears a răspuns că „Voi spune doar asta... Chiar am vrut să explorăm lucruri noi”. Pe 5 august, cântăreața a apărut la un interviu radio la emisiunea On Air with Ryan Seacrest și a dezvăluit că albumul „a durat foarte mult, dar l-am adus la un nivel în care eram foarte, foarte fericită cu ce aveam; este cool, e chiar foarte diferit [...] sunt vreo două sau trei cântece care merg într-o direcție mai urbană, ceva ce mi-am dorit să fac de mult timp și nu am putut”.

## Promovarea

### Britney: Live in Concert
Începând cu 3 iunie 2017, Spears va începe cel de-al nouălea turneu de concerte, pentru a promova Glory. Turneul a fost anunțat în mod oficial pe 28 martie, primele două concerte având loc în Israel și Filipine. Alte spectacole ce vor avea loc în Japonia au fost anunțate la 31 martie.

### Discuri single

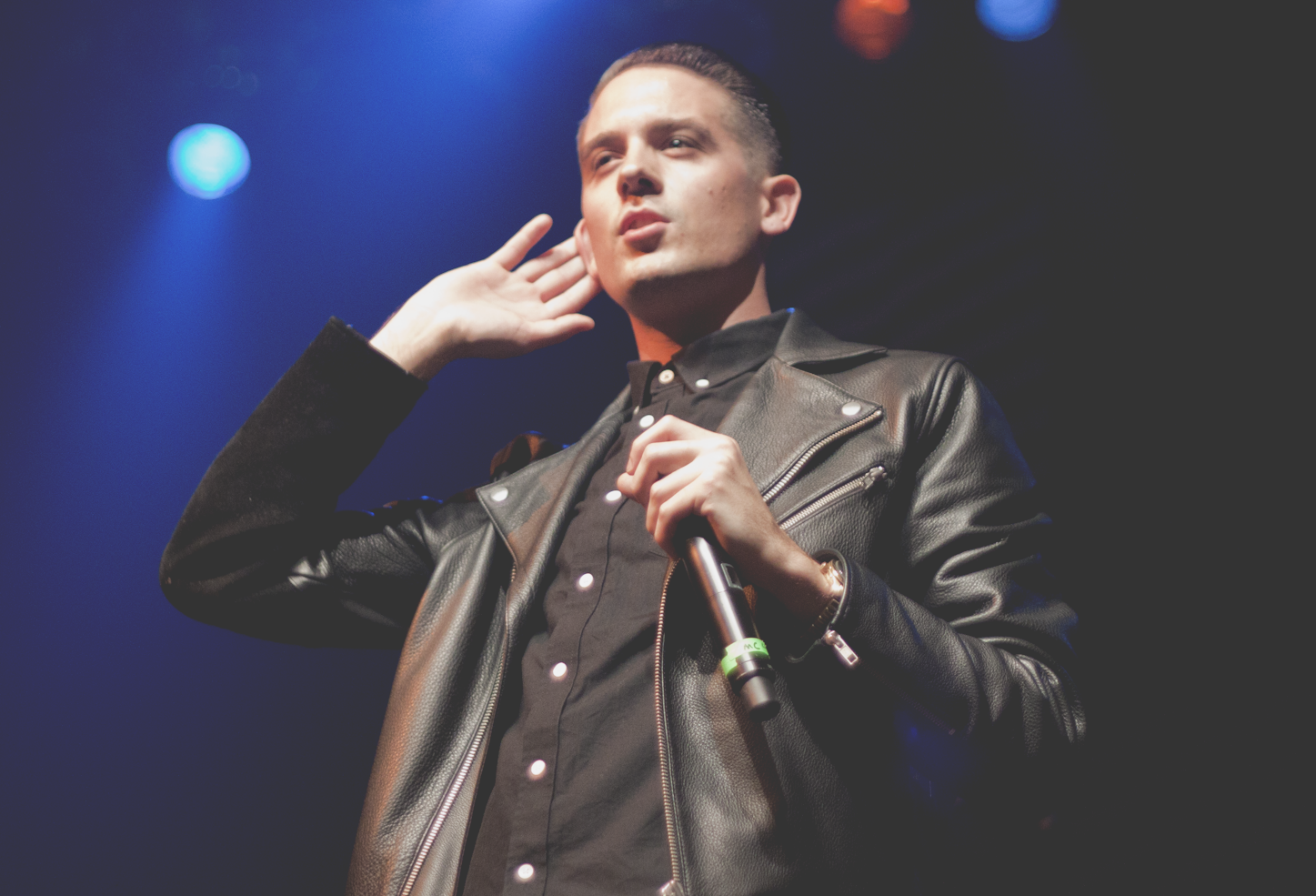
Piesa „Make Me...”, lansată ca primul extras pe single de pe album, este realizată în colaborare cu rapperul G-Eazy (fotografie).

„Make Me...” a fost lansat ca primul disc single extras de pe album la 15 iulie 2016. Piesa a fost descrisă ca un cântec R&B „seducător” și este realizată în colaborare cu rapperul G-Eazy. Un videoclip muzical pentru melodie a fost lansat pe VEVO la 5 august 2016. „Make Me...” a debutat pe locul șaptesprezece în clasamentul Billboard Hot 100, aceasta fiind poziția sa maximă.
O nouă versiune a piesei „Slumber Party”, realizată de data aceasta în colaborare cu cântăreața Tinashe a fost lansată ca cel de-al doilea single de pe album la 18 noiembrie 2016. Videoclipul pentru cântec a fost lansat în aceeași zi. Single-ul a debutat pe locul optzeci și șase în clasamentul Billboard Hot 100, acesta fiind și cel de-al treizeci și cincilea cântec al lui Spears care să ajungă în acest top. „Private Show” a fost lansat ca disc single promoțional la 4 august 2016. Numele piesei reprezintă și numele unuia dintre parfumurile cântăreței. Cântecul a fost compus de Britney Spears, Carla Williams, Tramaine Winfrey și Simon Smith. „Clumsy” a fost lansat ca cel de-al doilea single promoțional la 11 august 2016. Cel de-al treilea sing.le promoțional, „Do You Wanna Come Over?”, a fost lansat la 18 august 2016.

## Receptare

### Comercială
Glory a debutat pe locul trei în clasamentul Billboard 200, cu vânzări de 11,000 de unități, dintre care 88,000 unități fizice. În Regatul Unit și Irlanda, Glory a debutat pe locul doi și, respectiv, locul trei, devenind poziția maximă pe care să o atingă un album de-al ei în aceste țări de la Blackout (2007). În Germania, albumul a debutat pe locul trei, devenind poziția maximă a unui album de-al ei de la lansarea In the Zone (2003). În Italia, albumul a debutat pe locul unu, devenind primul album al lui Britney care să ajungă în vârful clasamentului de albume din Italia. În Japonia, poziția maximă a albumului a fost locul nouăsprezece în clasamentul Billboard Japan Hot Albums Chart. În Coreea de Sud, albumul a debutat pe locul 26 în clasamentul Gaon Album Chart și, totodată, pe locul trei în același clasament, cu versiunea internațională. Glory s-a clasat în top 10 și în alte douăzeci și patru de țări.

## Lista pieselor
|     |                                        | Versiunea standard — 41:26                                                              |        |        |
| Nr. | Titlu                                  | Textier(i)                                                                              | Durată | Note   |
| 01. | „Invitation”                           | Britney Spears, Julia Michaels, Justin Tranter, Nick Monson                             | 3:18   | —      |
| 02. | „Make Me...” (în colaborare cu G-Eazy) | Britney Spears, Matthew Burns, Joe Janiak, G-Eazy                                       | 3:51   | [A][C] |
| 03. | „Private Show”                         | Britney Spears, Carla Marie Williams, Justin Tramaine "Young Fyre" Winfrey, Simon Smith | 3:54   | [B][D] |
| 04. | „Man on the Moon”                      | Jason Evigan, Ilsey Juber, Phoebe Ryan, Sterling Fox, Marcus Lomax                      | 3:46   | [E]    |
| 05. | „Just Luv Me”                          | Daniel Omelio, Magnus August Høiberg, Julia Michaels                                    | 4:01   | [F]    |
| 06. | „Clumsy”                               | Talay Riley, Warren "Oak" Felder, Alex Niceforo                                         | 3:02   | [B][G] |
| 07. | „Do You Wanna Come Over?”              | Mattias Larsson, Robin Fredriksson, Julia Michaels, Justin Tranter, Sandy Chila         | 3:22   | [H]    |
| 08. | „Slumber Party”                        | Mattias Larsson, Robin Fredriksson, Julia Michaels, Justin Tranter                      | 3:34   | —      |
| 09. | „Just Like Me”                         | Britney Spears, Julia Michaels, Justin Tranter, Nick Monson                             | 2:44   | —      |
| 10. | „Love Me Down”                         | Evan Kidd Bogart, Andrew Goldstein, Jesse St. John, Jessica Karpov                      | 3:18   | —      |
| 11. | „Hard to Forget Ya”                    | Oscar Görres, Ian Kirkpatrick, Brittany Coney, Denisia Andrews, Edward Drewett          | 3:29   | —      |
| 12. | „What You Need”                        | Britney Spears, Carla Marie Williams, Justin Tramaine "Young Fyre" Winfrey, Simon Smith | 3:07   | —      |
|     |                                        | Versiunea deluxe — 56:35                                                                |        |        |
| Nr. | Titlu                                  | Textier(i)                                                                              | Durată | Note   |
| 13. | „Better”                               | Britney Spears, Julia Michaels, Justin Tranter, Michael Tucker                          | 3:09   | —      |
| 14. | „Change Your Mind (No Seas Cortes)”    | Mattias Larsson, Robin Fredriksson, Julia Michaels, Justin Tranter                      | 3:00   | —      |
| 15. | „Liar”                                 | Jason Evigan, Breyan Isaac, Danny Parker, Nash Overstreet                               | 3:16   | —      |
| 16. | „If I'm Dancing”                       | Ian Kirkpatrick, Simon Wilcox, Chantal Kreviazuk                                        | 3:24   | —      |
| 17. | „Coupure Électrique”                   | Britney Spears, Lance Eric Shipp, Nathalia Marshall, Rachael Kennedy                    | 2:20   | —      |

Note
- A ^ Extras pe disc single.
- B ^ Cântecul a fost lansat ca și un cântec promoțional.
- C ^ Piesa este pe numărul „3” în versiunea formatului fizic.
- D ^ Piesa este pe numărul „4” în versiunea formatului fizic.
- E ^ Piesa este pe numărul „5” în versiunea formatului fizic.
- F ^ Piesa este pe numărul „6” în versiunea formatului fizic.
- G ^ Piesa este pe numărul „7” în versiunea formatului fizic.
- H ^ Piesa este pe numărul „2” în versiunea formatului fizic.

## Prezența în clasamente
| Țară (clasament)                            | Poziția maximă | Referință |
| ------------------------------------------- | -------------- | --------- |
| Argentina (CAPIF)                           | 5              | [ 34 ]    |
| Australia (ARIA)                            | 4              | [ 35 ]    |
| Belgia (Ultratop Flanders)                  | 3              | [ 36 ]    |
| Belgia (Ultratop Wallonia)                  | 4              | [ 37 ]    |
| Canada (Canadian Albums Chart)              | 4              | [ 38 ]    |
| Cehia (ČNS IFPI)                            | 1              | [ 39 ]    |
| Danemarca (Hitlisten)                       | 35             | [ 40 ]    |
| Țările de Jos (MegaCharts)                  | 8              | [ 41 ]    |
| Estonia (Estonian Albums)                   | 8              | [ 42 ]    |
| Finlanda (Suomen virallinen lista)          | 8              | [ 43 ]    |
| Franța (SNEP)                               | 6              | [ 44 ]    |
| Germania (Offizielle Top 100)               | 3              | [ 45 ]    |
| Grecia (IFPI Greece)                        | 28             | [ 46 ]    |
| Ungaria (Mahasz)                            | 10             | [ 47 ]    |
| Irlanda (IRMA)                              | 1              | [ 48 ]    |
| Italia (FIMI)                               | 1              | [ 49 ]    |
| Japonia (Oricon)                            | 19             | [ 50 ]    |
| Mexic (AMPROFON)                            | 5              | [ 51 ]    |
| Noua Zeelandă (RMNZ)                        | 8              | [ 52 ]    |
| Polonia (ZPAV)                              | 12             | [ 53 ]    |
| Portugalia (AFP)                            | 3              | [ 54 ]    |
| Scoția (OCC)                                | 4              | [ 55 ]    |
| Coreea de Sud (Korean Albums)               | 26             | [ 56 ]    |
| Coreea de Sud (Korean Albums International) | 3              | [ 57 ]    |
| Spania (PROMUSICAE)                         | 2              | [ 58 ]    |
| Suedia (Sverigetopplistan)                  | 12             | [ 59 ]    |
| Elveția (Schweizer Hitparade)               | 4              | [ 60 ]    |
| Taiwan (Five Music)                         | 1              | [ 61 ]    |
| Regatul Unit (OCC)                          | 2              | [ 62 ]    |
| Statele Unite ale Americii (Billboard 200)  | 3              | [ 63 ]    |

## Datele lansărilor
| Țară                         | Data               | Format                    | Versiune        | Casă de discuri  | Ref.   |
| ---------------------------- | ------------------ | ------------------------- | --------------- | ---------------- | ------ |
| În întreaga lume             | 26 august 2016     | CD descărcare digitală LP | Standard deluxe | RCA Sony Music   | [ 64 ] |
| Coreea de Sud Coreea de Nord | 30 august 2016     | CD                        | Exclusive       | Sony Music       | [ 65 ] |
| Japonia                      | 14 septembrie 2016 | CD                        | Exclusive       | Sony Music Japan | [ 66 ] |